# 1975 SU
1975 SU är en asteroid i huvudbältet som upptäcktes den 30 september 1975 av den amerikanska astronomen Schelte J. Bus vid Cerro Tololo.
Asteroiden har en diameter på ungefär 20 kilometer.